# Manólis Kalomíris
Manólis Kalomíris (en grec moderne : Μανώλης Καλομοίρης), né à Smyrne le 14 décembre 1883 et mort à Athènes le 3 avril 1962, est un compositeur grec.

## Formation
Kalomíris, qui avait étudié le piano à Constantinople (1899) auprès de Sophia Spanoudi, alla étudier le piano et la composition au Conservatoire de Vienne (1901-1906), auprès de W. Rauch, A. Sturm, H. Gradener et E. Mantitsevsky.

## Carrière
Kalomíris, très influencé par le poète Kostís Palamás, commença à composer dès 1902, mais, après avoir enseigné la musique à Kharkov en Russie (1906), c'est véritablement à partir de 1908 qu'il imposa sa musique dans les concerts à Athènes. Dès lors, Kalomíris n'a cessé de jouer un rôle important dans la vie musicale grecque et est considéré comme la figure de proue de la musique grecque savante de la première moitié du XXe siècle. Outre son travail de compositeur, il a participé à la fondation d'institutions musicales de premier plan en Grèce. Après avoir tout d'abord enseigné au Conservatoire d'Athènes (1911-1919), il a ainsi fondé et dirigé le Conservatoire hellénique à Athènes (1919) et le Conservatoire National (1926). Il est également un des membres fondateurs de l'Union des Compositeurs Grecs (1931). Kalomíris fut nommé à l'Académie d'Athènes en 1945.

## Famille
Manólis Kalomíris est le père de la pianiste Krino Kalomiri, qui s'est mariée en 1940 avec Jean Séailles, le fils aîné de la cantatrice grecque Spéranza Calo-Séailles, installée en France. Krino sera membre avec son mari du maquis de Saint-Mars-du-Désert. Hara Kalomiri, fille de Krino Kalomiri est l'actuelle directrice du Conservatoire National fondé par son aïeul, et présidente honoraire de l'Association Manólis Kalomíris.

## Œuvres
5 Opéras, 3 symphonies, concerto pour piano, concertino pour violon, pièces pour piano, très belles mélodies, harmonisations de chansons populaires.

## Discographie
- Concerto symphonique pour piano et orchestre - Krino Kalomiris, piano ; Orchestre de la radio grecque, dir. Manólis Kalomíris  (Lyra CD0074)
- Triptych ; Symphonie no 3 « Palamian » ; Trois danses grecques ; La destruction de Psará - Nikitas Tsakiroglou, narrateur ; Orchestre d'État d'Athènes, dir. Byron Fidetzis (29 juin/2 juillet 2005, Naxos) (OCLC 154823652)
- Rhapsodies nos 1 et 2 ; Minas le rebel ; La mort de la vaillante femme - Julia Souglakou, soprano ; Eva Kotamanidou, narrateur  ; dir. Byron Fidetzis (août 1992/19-20 avril 1995, Naxos 8.572451) (OCLC 671720828)
- L'Œuvre pour piano - Olivier Chauzu, piano (2-3 novembre 2016, Grand Piano GP748) (OCLC 1057108187)
- Quatuor Fantaisie pour Harpe/Flûte/Cor anglais/Alto + Symphonie n°2 : Solistes, Chœurs et Orchestre de la Radio-Télévision Bulgare, dir. Byron Fidetzis (date enregistrement non précisée, Lyra)
- Symphonie n°1 "Levendia" op.21 : Chœurs et Orchestre Radio-Symphonique de Vienne, dir. Miltiades Caridis (1986, Koch, complément : Skalkottas)
- A few little words ; Evening Legends : Karvela, Hatziano, Krithari, Ghinos, Kara (2002, Lyra)
- L'Anneau de la Mère, opéra : Terzakis, Koromantzou… Solistes, Chœurs et Orchestre philharmonique de Sofia, dir. Yannis Daras (date enregistrement non précisée, Lyra)

## Sources
- Roland de Candé, Dictionnaire des compositeurs, Paris, Seuil, 1996, 500 p. (ISBN 978-2-02-025399-4 et 2-02-025399-2)